# President Evil (Film)
President Evil (Originaltitel The Tripper) ist das Regiedebüt des Schauspielers David Arquette. Die schwarzhumorige, US-amerikanische Horrorkomödie die Slasher-Einlagen mit Politsatire kombiniert, erschien 2006.

## Handlung
Der Film eröffnet mit einem Zitat von Ronald Reagan:

“A hippie is someone who looks like Tarzan, walks like Jane, and smells like Cheetah”

„Ein Hippie ist jemand, der wie Tarzan aussieht, wie Jane geht und riecht wie Cheetah.“

1967: Dylan Riggs arbeitet als Holzfäller und pflegt seine sterbenskranke Frau. Zusammen mit seiner Frau und ihrem gemeinsamen Sohn Gus leben sie in einem kleinen Städtchen Carlyle im Redwood Forest von Nord Kalifornien. Als Dylan mit seinem Sohn zur Arbeit will, kommt er zu einer Demonstration einiger Hippies, die nicht möchten, dass die Bäume gefällt werden. Dylan wird sauer und geht auf die Hippies los. Er wird festgenommen. Sein Sohn entwendet eine Kettensäge und tötet den Wortführer der Hippies. Er wird in eine psychiatrische Klinik gebracht.
Jahre später: Das kleine Städtchen bereitet sich auf das jährliche „Love Festival“ vor, ein Hippiefestival, das von dem geldgierigen Promoter Frank Baker veranstaltet wird. Officer Buzz Hall und sein leicht minderbemittelter Deputy Cooper sind für die Sicherheit der Hippies verantwortlich. Eine schwierige Aufgabe, denn Samantha und ihre Freunde werden schon auf der Hinfahrt von Rednecks belästigt. Zudem scheint die Festivalgemeinde ausschließlich aus Drogenbenutzern und Potheads zu bestehen, die am liebsten naturverbunden herumlaufen. Was außerdem keiner weiß: Gus wurde nach Kürzungen im medizinischen Sektor, die unter der Reagan-Regierung stattfanden, aus der Psychiatrie entlassen. Es kommt, wie es kommen muss: der erste Hippie wird an den Füßen aufgehängt und ausgeweidet in einer Bärenfalle gefunden.
Buzz Hall möchte das Festival abbrechen, doch er wird vom Bürgermeister unter Druck gesetzt. Eine Jelly Bean am Tatort macht ihn auf Dylan Riggs aufmerksam, doch dieser bestreitet jegliche Verantwortung. Unterdessen finden zwei Hippies sein großes Marihuana-Feld. Eine Truppe von Rednecks stört jedoch die Feier und jagt das Pärchen mit ihren Paintball-Waffen. Alle werden jedoch von einem Killer in Ronald-Reagan-Maske erledigt.
Zurück auf dem Festival: Samantha hat große Angst, dass ihr aufbrausender und leicht psychotischer Exfreund Jimmy sie verfolgt. In der Gruppe sucht sie Halt, doch sie muss feststellen, dass jeder völlig stoned oder betrunken ist. Plötzlich werden Leichen gefunden. Buzz will das Festival abbrechen, doch einige Hippies versammeln sich im Wald, um mit einem Trommeltanz gegen das „faschistische“ Vorgehen der Polizei zu demonstrieren. Als Samantha auf ihren Exfreund stößt, taucht der Ronald-Reagan-Killer auf und tötet alle. Samantha kann entkommen und findet sich auf dem Trommelfest wieder, wo sie prompt mit LSD vollgespritzt wird und im Drogentrip noch mitbekommt, wie der Killer die restlichen Festivalbesucher zu den Klängen von Reagan Youth abschlachtet.
Es kommt schließlich zum Showdown zwischen Samantha und Buzz auf der einen und dem Killer mit seinen Hunden auf der anderen Seite. Es gelingt ihnen schließlich, den Killer zur Strecke zu bringen: es ist Gus Riggs. Als sich die Lage wieder beruhigt hat, ist die Leiche von Gus verschwunden. Man sieht ihn, wie er Festivalveranstalter Frank Baker umbringt, der sich die ganze Zeit mit der Kasse in einem Dixi-Klo versteckt hatte. Eine politische Rede gegen Reagan läuft über den gesamten Abspann.

## Entstehung und Veröffentlichung
| Figur                    | Darsteller               | Deutscher Sprecher |
| ------------------------ | ------------------------ | ------------------ |
| Samantha                 | Jaime King               | Melanie Hinze      |
| Ivan                     | Lukas Haas               | Kim Hasper         |
| Jade                     | Paz de la Huerta         | Maria Koschny      |
| Joey                     | Jason Mewes              | Tobias Nath        |
| Linda                    | Marsha Thomason          | Tanya Kahana       |
| Jack                     | Stephen Heath            | Julien Haggège     |
| Frank Baker              | Paul Reubens             | Stefan Gossler     |
| Muff                     | David Arquette           | Michael Iwannek    |
| Deputy Cooper            | Richmond Arquette        | Lutz Schnell       |
| Dylan Riggs              | Redmond Gleeson          | Klaus Sonnenschein |
| Gus / Reagan             | Christopher Allen Nelson | Bodo Wolf          |
| Buzz Hall                | Thomas Jane              | Peter Reinhardt    |
| Bürgermeister Hal Burton | Rick Overton             | K. Dieter Klebsch  |
| Jimmy                    | Balthazar Getty          | Michael Deffert    |

Der Film sollte ein Beitrag zum „After Dark Horrorfest“ 2006 werden, wurde jedoch nicht rechtzeitig fertig. After Dark Films und David Arquette trennten sich einvernehmlich. Der Schauspieler David Arquette gab mit diesem Film sein Regiedebüt und griff dabei auf Unterstützung durch seine Familie zurück. So tritt seine Exfrau Courteney Cox sowohl als Produzent als auch als Darsteller auf, sein Bruder Richmond Arquette übernahm eine der Hauptrollen. Der Film wurde innerhalb von 22 Tagen in den Redwood Forests abgedreht.
Um den Film zu promoten, unternahm David Arquette eine Tour durch die Kinos der Vereinigten Staaten und veranstaltete mehrere Gewinnspiele über die offizielle MySpace-Seite.
Für die deutschsprachige DVD-Auswertung übertrug man die R-rated-Fassung ins Deutsche. Der Film wurde darüber hinaus um etwa eine Minute an Gewaltszenen gekürzt. Trotz Ankündigung ist bisher keine deutschsprachige ungekürzte Version erschienen. Die deutsche Synchronfassung entstand bei der Elektrofilm Postproduction Facilities GmbH, Berlin. Mario von Jascheroff schrieb das Dialogbuch und führte Regie.

## Kritiken
President Evil erhielt ein verhaltenes Presseecho. So erfasst der US-amerikanische Aggregator Rotten Tomatoes nur 40 % wohlwollende Besprechungen und ordnet den Film dementsprechend als „Gammelig“ ein. Lob fand die erfrischend satirische Grundidee.

„Ein Ex-President als Serien-Killer, das hat die Welt noch nicht gesehen. Mit der politsatirischen Horrorkomödie President Evil beweist David Arquette, der neben seiner Frau Courtney Cox (Friends), seinem Bruder Richmond Arquette (Zodiac) und Thomas „The Punisher“ Jane auch selbst in diesem Streifen zu sehen ist, dass er eindeutig das verrückteste Mitglied des Arquette-Clans ist. Ein gelungener Splatter-Spaß nicht nur für Genre-Fans.“